# ريبك بيرانداد
ريبك بيرانداد (بالفارسية: ریپک پیرانداد) هي قرية تقع في قسم نغور الريفي (مقاطعة تشابهار) في إيران. يقدر عدد سكانها بـ 67 نسمة بحسب إحصاء 2016.